# إيهاب عبد الرحيم محمد
إيهاب عبد الرحيم محمد علي طبيب وكاتب ومترجم علمي مصري. ولد عام 1965 وحصل على بكالوريوس الطب والجراحة من جامعة أسيوط بمصر عام 1989.
عمل طبيبا في وزارة الصحة المصرية لمدة ثلاث سنوات قبل أن يعمل كرئيس لقسم التأليف والترجمة في مركز تعريب العلوم الصحية بالكويت من 1994 إلى 2007. محرر «مجلة تعريب الطب» منذ إنشائها عام 1997 وحتى عام 2007.
خبير في القياس النفسي Psychometry، حيث حصل على شهادات معتمدة من عدد من الشركات العالمية العاملة في مجال القياس النفسي، ومنها شركة توماس البريطانية.
أشرف على ترجمة وتحرير عدد كبير من الكتب، والمعاجم، والمقالات الطبية. أشرف على تحرير الصفحة الطبية بجريدة الهدف- الكويت من 2001 إلى 2006. أشرف على تحرير الصفحة العربية لجريدة The Wall Street Journal في صحيفة الجريدة بالكويت من عام 2007 إلى 2009. حصل على جائزة «أفضل لغوي في العام» لعام 2004 من هيئة Inttranet.
حصل على دبلوم عال في الترجمة الثنائية اللغة (عربي- إنجليزي) من كلية كامبردج بالمملكة المتحدة.
حصل على دبلوم عال في تعزيز الصحة وماجستير في الإعلام الصحي من جامعة كيرتن الأسترالية.

## عضوياته المهنية
- عضو الجمعية الدولية للمحررين الطبيين
- عضو لجنة الأخلاقيات الطبية بالجمعية شرق المتوسطية للمحررين الطبيين
- عضو مؤسس في شبكة تعريب العلوم الصحية «أحسن» - منظمة الصحة العالمية
- عضو اتحاد كتاب الإنترنت العرب
- عضو مؤسس في الرابطة العربية للإعلاميين العلميين
- عضو الجمعية الدولية للمستقبليات  وعدد من الهيئات العلمية الدولية الأخرى
- عضو جمعية المترجمين بمقاطعة أونتاريو الكندية  (ATIO)

## مؤلفاته

### كتب شارك في تأليفها
- «ثورات في الطب والعلوم» (كتاب العربي السادس والثلاثون-الكويت- 1999).
- «الثقافة العلمية واستشراف المستقبل العربي» (كتاب العربي السابع والستون-الكويت- 2007).
- «دليل الإعلامي العلمي العربي» (الرابطة العربية للإعلاميين العلميين- 2008).

### كتب ترجمها
- «كيف نموت» (الناشر: شركة المكتبات الكويتية- 1997)
- «البحث عن حياة على المريخ» (سلسلة عالم المعرفة العدد 288- المجلس الوطني للثقافة والفنون والآداب، الكويت- 2002).
- «الطاقة للجميع» (سلسلة عالم المعرفة العدد 321- المجلس الوطني للثقافة والفنون والآداب، الكويت- 2005)
- «الصحة العقلية في العالم» (2006، الناشر: المجلس الأعلى للثقافة- ج.م.ع)
- «مستقبلنا ما بعد البشري» (2006، الناشر: مركز الإمارات للبحوث والدراسات الاستراتيجية، أبوظبي، إ.ع.م.)
- «نحو شركات خضراء» (سلسلة عالم المعرفة العدد 329- المجلس الوطني للثقافة والفنون والآداب، الكويت- 2006).
- "العولمة والثقافة" (سلسلة عالم المعرفة العدد 354- المجلس الوطني للثقافة والفنون والآداب، الكويت- 2008).
- «دروس في علم الإدارة من مايو كلينيك» (دار الكتاب العربي -لبنان ومؤسسة محمد بن راشد آل مكتوم- 2009)
- «أساسيات علم التخدير لطلبة الطب» (مؤسسة الكويت للتقدم العلمي - 2009)
- «يقظة الذات: براغماتية بلا قيود» (سلسلة عالم المعرفة العدد 375- المجلس الوطني للثقافة والفنون والآداب، الكويت- 2010).

له عشرات المقالات الطبية والعلمية المنشورة في مثل: العربي، الثقافة العالمية، حياتنا، العلوم ، علوم وتكنولوجيا ، المرأة اليوم، عالم الفكر.

### معاجم قام بتحريرها
- «معجم الاختصارات الطبية»
- «التسمية التشريحية»
- «معجم مصطلحات التوليد وأمراض النساء»
- «معجم مصطلحات الباثولوجيا والمختبرات»
- «معجم مصطلحات علم الأشعة والأورام»
- «معجم مصطلحات أمراض العظام والتأهيل»
- «معجم مصطلحات طب الأسنان»
- «المعجم الطبي المفسر»